# Dascalia tumida
Dascalia tumida är en insektsart som beskrevs av Van Duzee 1933. Dascalia tumida ingår i släktet Dascalia och familjen Flatidae. Inga underarter finns listade i Catalogue of Life.